# Dust Bowl (album)
 (janvier 2018).
Albums de Joe Bonamassa
Black Rock
(2010) Don't Explain
(2011)
Dust Bowl est le neuvième album studio du chanteur et guitariste de blues rock américain Joe Bonamassa, sorti en mars 2011.
L'album se place en 1re position du classement Billboard Blues Albums et 37e du Top 200.
L'illustration de la pochette est basée sur une photographie célèbre d'Arthur Rothstein (1936).

## Liste des titres
Toutes les paroles sont écrites par Kevin Shirley et Joe Bonamassa, toute la musique est composée par Joe Bonamassa, Leah Worth et Bobby Troup, sauf annotations.
| 1.    | Slow Train                                                                      | 6:50 |
| 2.    | Dust Bowl                                                                       | 4:33 |
| 3.    | Tennessee Plates (feat. John Hiatt, reprise de John Hiatt et John Porter)       | 4:19 |
| 4.    | The Meaning of the Blues                                                        | 5:44 |
| 5.    | Black Lung Heartache                                                            | 4:14 |
| 6.    | You Better Watch Yourself (Bonamassa, Walter Jacobs) (reprise de Little Walter) | 3:31 |
| 7.    | The Last Matador of Bayonne                                                     | 5:24 |
| 8.    | Heartbreaker (Paul Rodgers) (feat. Glenn Hughes, reprise libre)                 | 5:49 |
| 9.    | No Love on the Street (Tim Curry, Michael Kamen) (reprise de Tim Curry)         | 6:32 |
| 10.   | The Whale That Swallowed Jonah                                                  | 4:46 |
| 11.   | Sweet Rowena (Vince Gill, Pete Wasner) (feat. Vince Gill)                       | 4:34 |
| 12.   | Prisoner (John Desautels, Karen Lawrence) (reprise de Barbra Streisand)         | 6:49 |
| 63:05 |                                                                                 |      |

|    | 'Live from The Royal Albert Hall' |  |
| 1. | The Ballad of John Henry          |  |
| 2. | Last Kiss                         |  |
| 3. | Lonesome Road Blues               |  |
|    | 'Joe Bonamassa Japan Tour '10'    |  |
|    | Special Photo Gallery             |  |

## Crédits
| - Joe Bonamassa : guitares (électrique, acoustique, en glissando), bouzouki, mandoline, tzoura, baglama, chant - Anton Fig (en) : guitare Hammer, batterie, percussions, shakers - Chad Cromwell : batterie, tambourin - Rick Melick : orgue, synthétiseur, piano, accordéon, tambourin - Michael Rhodes, Carmine Rojas : basse - Vince Gill : guitare électrique - Blondie Chaplin : guitare - Steve Nathan, Reese Wynans : piano, orgue Hammond - Arlan Schierbaum : orgue Hammond - Tony Cedras : trompette - Beth Hart, John Hiatt : chant - Peter van Weelden : voix parlées | - Production, mixage : Kevin "The Caveman" Shirley* - Mastering : George Marino - Ingénierie : Leslie Richter, Nick Riris, Kostas Kalimeris, Xenophwn Sbounias, Jared Kvitka, Ghian Wright |